# Catherine Hicks
Catherine Mary Hicks (New York, 6 agosto 1951) è un'attrice statunitense.

## Biografia
Dopo aver frequentato il Saint Mary's College (Indiana), dall'altro lato dell'Università di Notre Dame, dove studiò teologia, vinse un concorso di recitazione alla Cornell University. Dopo essere apparsa in varie opere a Broadway come Tribute, ottenne il suo primo ruolo nella soap opera Ryan's Hope (1976-1978). Nel 1979 apparve nella serie televisiva La gang degli orsi. Ma fu il ruolo di Marilyn Monroe a portarle una candidatura agli Emmy Awards per il film Marilyn - Una vita, una storia (1980).
Nel 1982 interpretò il ruolo di Amanda Tucker nella serie televisiva Arabesque con Tim Matheson. In seguito interpretò l'affascinante dottoressa Gillian Taylor nel film Rotta verso la Terra, quarto film della saga di Star Trek, e prese parte a produzioni come Peggy Sue si è sposata (1986) e La bambola assassina (1988) nel ruolo di Karen Barclay, la madre di Andy. L'anno seguente affiancò Tony Danza in Giù le mani da mia figlia! (1989).
Nella prima metà degli anni novanta lavorò in diversi film televisivi, ma il successo arrivò nel 1996 con la serie televisiva Settimo cielo nel ruolo di Annie Camden, che mantenne per 11 anni. La serie fu cancellata nel maggio 2007 dopo 11 stagioni, dopo aver conseguito il primato come serie televisiva per famiglie più lunga nella storia della televisione.

## Vita privata
Nel 1990 si sposò con Kevin Yagher, dal quale ebbe una figlia, Catie (1992). Grazie a questo matrimonio, divenne cognata di Jeff Yagher e Megan Gallagher.

## Filmografia

### Cinema
- Death Valley - Una vacanza nell'estremo terrore (Death Valley), regia di Dick Richards (1982)
- Profumo di mare (Better Late Than Never), regia di Bryan Forbes (1982)
- Cercando la Garbo (Garbo Talks), regia di Sidney Lumet (1984)
- Il filo del rasoio (The Razor's Edge), regia di John Byrum (1984)
- Febbre di gioco (Fever Pitch), regia di Richard Brooks (1985)
- Peggy Sue si è sposata (Peggy Sue Got Married), regia di Francis Ford Coppola (1986)
- Rotta verso la Terra  (Star Trek IV: The Voyage Home), regia di Leonard Nimoy (1986)
- Tale padre tale figlio (Like Father Like Son), regia di Rod Daniel (1987)
- Tajna manastirske rakije, regia di Slobodan Šijan (1988)
- La bambola assassina (Child's Play), regia di Tom Holland (1988)
- Souvenir, regia di Geoffrey Reeve (1989)
- Giù le mani da mia figlia! (She's Out of Control), regia di Stan Dragoti (1989)
- Liebestraum, regia di Mike Figgis (1991)
- Dillinger and Capone, regia di Jon Purdy (1995)
- Animal Room, regia di Craig Singer (1995)
- Turbulence - La paura è nell'aria (Turbulence), regia di Robert Butler (1997)
- Eight Days a Week, regia di Michael Davis (1997)
- My Name Is Jerry, regia di Morgan Mead (2009)
- The Truth About Layla, regia di Michael Criscione (2009)
- The Genesis Code, regia di C. Thomas Howell e Patrick Read Johnson (2010)
- Water Signs, regia di Martin Kunert (2010) - corto
- You're a Wolf, regia di Christopher Holmes (2010) - corto
- Appuntamento a San Valentino (Your Love Never Fails), regia di Michael Feifer (2011)
- Ghost Phone: Phone Calls from the Dead, regia di Jeffrey F. Jackson (2011)
- Dorfman in Love, regia di Brad Leong (2011)
- Reach, regia di Daniel Bonjour (2013)
- Cowboys and Indians, regia di Ian McCrudden (2013)

### Televisione
- I Ryan (Ryan's Hope) - serie TV, 210 episodi (1976-1978)
- In casa Lawrence (Family) - serie TV, 1 episodio (1978)
- Sparrow, regia di John Berry - film TV (1978)
- Love for Rent, regia di David Miller - film TV (1979)
- La gang degli orsi (The Bad News Bears) - serie TV, 26 episodi (1979-1980)
- To Race the Wind, regia di Walter Grauman - film TV (1980)
- Marilyn - Una vita, una storia (Marilyn: The Untold Story), regia di Jack Arnold e John Flynn - film TV (1980)
- La valle delle bambole (Jacqueline Susann's Valley of the Dolls), regia di Walter Grauman - miniserie TV (1981)
- Arabesque (Tucker's Witch) - serie TV, 12 episodi (1982-1983)
- Happy Endings, regia di Noel Black - film TV (1983)
- Laguna Heat, regia di Simon Langton - film TV (1987)
- Spia (Spy), regia di Philip Frank Messina - film TV (1989)
- Running Against Time, regia di Bruce Seth Green - film TV (1990)
- Al diavolo mio marito! (Hi Honey - I'm Dead), regia di Alan Myerson - film TV (1991)
- Up to No Good - film TV (1992)
- Un detective in corsia (Diagnosis Murder) - serie TV, 1 episodio (1994)
- Winnetka Road - serie TV, 6 episodi (1994)
- Redwood Curtain, regia di John Korty - film TV (1995)
- La legge di Burke (Burke's Law) - serie TV, 1 episodio (1995)
- Settimo cielo (7th Heaven) - serie TV, 242 episodi (1996-2007)
- Ti amerò per sempre (For All Time), regia di Steven Schachter - film TV (2000)
- Poison Ivy: La società segreta (Poison Ivy: The Secret Society), regia di Jason Hreno - film TV (2008)
- Pushed - serie TV (2009)
- Una sconosciuta nell'ombra (Stranger with My Face), regia di Jeff Renfroe - film TV (2009)
- Elf Sparkle and the Special Red Dress, regia di Edward Faulkner e Dave Moody - film TV (2010)
- The Clinic - La clinica dei misteri (Borderline Murder), regia di Andrew C. Erin - film TV (2011)
- Game Time: Tackling the Past, regia di Douglas Barr - film TV (2011)
- Un matrimonio sotto l'albero (A Christmas Wedding Tail), regia di Michael Feifer - film TV (2011)
- Stalking - La storia di Casey (Shadow of Fear), regia di Michael Lohmann – film TV (2012)
- A Christmas Wedding Date, regia di Fred Olen Ray - film TV (2012)
- Win, Lose or Love , regia di Steven R. Monroe - film TV (2015)
- A Christmas Reunion, regia di Sean Olson - film TV (2015)
- The Legend of Alice Flagg, regia di Jake Helgren - film TV (2016)

## Doppiatrici italiane
Nelle versioni in italiano dei suoi film, Catherine Hicks è stata doppiata da:
- Serena Verdirosi in Death Valley - Una vacanza nell'estremo terrore, Il filo del rasoio, Rotta verso la Terra
- Cristina Boraschi in Tale padre tale figlio, Giù le mani da mia figlia
- Melina Martello in Settimo cielo, Una sconosciuta nell'ombra
- Daniela Caroli in Profumo di mare
- Silvia Pepitoni in La bambola assassina
- Pinella Dragani in Souvenir
- Anna Rita Pasanisi in Turbulence - La paura è nell'aria
- Simona Izzo in Marilyn - Una vita, una storia
- Rossella Izzo in La valle delle bambole
- Valeria Falcinelli in Arabesque
- Alessandra Korompay in Un detective in corsia
- Angiola Baggi in Un matrimonio sotto l'albero
- Daniela Fava in Stalking - La storia di Casey